# Crossandra longipes
Crossandra longipes är en akantusväxtart som beskrevs av Spencer Le Marchant Moore. Crossandra longipes ingår i släktet Crossandra och familjen akantusväxter. Inga underarter finns listade i Catalogue of Life.